# Ogród zła
Ogród zła (ang. Garden of Evil) – amerykański western z 1954 roku w reżyserii Henry’ego Hathawaya.

## Opis fabuły
Pogranicze amerykańsko-meksykańskie XIX w. Do niedużej mieściny przybywa atrakcyjna Leah Fuller. Poszukuje ona pomocy dla swojego męża, który uległ poważnemu wypadkowi w odległej o kilka dni drogi kopalni złota. Kopalnia leży na niebezpiecznym terytorium opanowanym przez Apaczów, u podnóża wulkanu, który Indianie uważają za święte miejsce. Jednak skuszeni sowitą zapłatą czterej mężczyźni przyjmują ofertę kobiety. Są to: szuler Fiske, były szeryf Hooker, łowca nagród Luke i Meksykanin Vicente. Dzięki doskonałej przewodniczce jaką jest Leah udaje się im bez przeszkód dotrzeć do celu. Wydobywają spod zwałowiska rannego męża pani Fuller. Jego złamana noga nie stanowi wprawdzie problemu przy jeździe konno, jednak wszyscy są świadomi, że poważnie opóźni powrót. Zdając sobie sprawę, że od dawna są obserwowani przez Indian, pani Fuller postanawia pozostać sama na terenie kopalni i pozorując obecność wszystkich, dać pozostałym czas na bezpieczną ucieczkę tuż przed świtem. Nie zgadza się na to Hooker wiedząc, że pomysł ten oznacza pewną śmierć dla bohaterskiej kobiety. Ponieważ w chwili odjazdu Leah wciąż upiera się przy swoim planie, Hooker silnym ciosem pozbawia ją przytomności i wsadza na konia. W ciągu dnia uciekinierzy przekonują się, że podąża za nimi duża grupa Indian. Osłabiony John Fuller zdaje sobie sprawę, że coraz bardziej spowalnia ucieczkę. Nie chcąc narażać pozostałych, dosiada konia i ucieka. Hooker i Fiske, którzy podążają za nim, wkrótce odnajdują jego zmasakrowane przez Apaczów ciało. Jeszcze wcześniej od strzały wystrzelonej "znikąd" ginie Luke. Jedyna szansa dla uciekinierów to opuszczenie równin i przedarcie się przez wąskie ścieżki skalne pobliskich gór. Wkrótce od strzał Indian pada Vicente. Galopujący uciekinierzy dopadają gór, jednak czerwonoskórzy napastnicy są coraz bliżej. Hooker i Fiske rozumieją, że jeden z nich musi zostać i zatrzymać ścigających Indian, by dać czas na ucieczkę pozostałym. Ponieważ odwagi nie brakuje żadnemu z nich, Fiske postanawia by rozstrzygnął los – ciągną karty. Wygrywa Fiske i pozostaje w zasadzce, oczekując na Indian. Jako doskonały strzelec kładzie trupem większość z atakujących, a Hooker i  Leah są w stanie oddalić się na bezpieczną odległość. Jednak Hooker nie zamierza zostawić samego Fiskego w obliczu niebezpieczeństwa i powraca, zabijając ostatnich napastników. Sam Fiske opłaca swoje bohaterstwo życiem – umiera od ran w ramionach Hookera. Przedtem wyznaje mu, że jak zwykle oszukiwał gdy ciągnęli karty.

## Obsada aktorska
- Gary Cooper – Hooker
- Richard Widmark – Fiske
- Susan Hayward – Leah Fuller
- Hugh Marlowe – John Fuller
- Victor Manuel Mendoza – Meksykanin Vicente
- Cameron Mitchell – Luke
- Rita Moreno – śpiewaczka w knajpie

i inni.